# Itaqui
Itaqui là một đô thị thuộc bang Rio Grande do Sul, Brasil. Đô thị này có diện tích 3404,047 km², dân số năm 2007 là 36191 người, mật độ 10,63 người/km².